# Карпентер (Вайомінг)
Карпентер (англ. Carpenter) — переписна місцевість (CDP) в США, в окрузі Ларамі штату Вайомінг. Населення — 93 особи (2020).

## Географія
Карпентер розташований за координатами 41°2′44″ пн. ш. 104°21′52″ зх. д. / 41.04556° пн. ш. 104.36444° зх. д. (41.045607, -104.364370).  За даними Бюро перепису населення США в 2010 році переписна місцевість мала площу 0,62 км², уся площа — суходіл.

## Демографія
Згідно з переписом 2010 року, у переписній місцевості мешкали 94 особи в 41 домогосподарстві у складі 28 родин. Густота населення становила 153 особи/км².  Було 46 помешкань (75/км²).
Расовий склад населення:
| - 100,0 % — білих |

До двох чи більше рас належало 0,0 %. Частка іспаномовних становила 7,4 % від усіх жителів.
За віковим діапазоном населення розподілялося таким чином: 26,6 % — особи молодші 18 років, 57,4 % — особи у віці 18—64 років, 16,0 % — особи у віці 65 років та старші. Медіана віку мешканця становила 44,0 року. На 100 осіб жіночої статі у переписній місцевості припадало 135,0 чоловіків;  на 100 жінок у віці від 18 років та старших — 130,0 чоловіків також старших 18 років.
Цивільне працевлаштоване населення становило 45 осіб. Основні галузі зайнятості: сільське господарство, лісництво, риболовля — 100,0 %.